# Cerkiew św. Michała Archanioła w Krasicach
Cerkiew św. Michała Archanioła w Krasicach – drewniana filialna cerkiew greckokatolicka w Krasicach, w gminie Przemyśl, w powiecie przemyskim.
Cerkiew wzniesiona w roku 1899. Cerkiew należała do greckokatolickiej parafii w Korytnikach. W latach 50. XX wieku została opuszczona i niszczała. W latach 90. XX w. odremontowana. 
Budowla dwudzielna z wewnętrznie wyodrębnionym babińcem. Prezbiterium zamknięte trójbocznie, nawa szersza, od zachodu kruchta. Dach jednokalenicowy, kryty blachą. Nad nawą duża bania, nad prezbiterium i babińcem mniejsze. Ściany prezbiterium poniżej dachu zdobione ornamentem z desek.

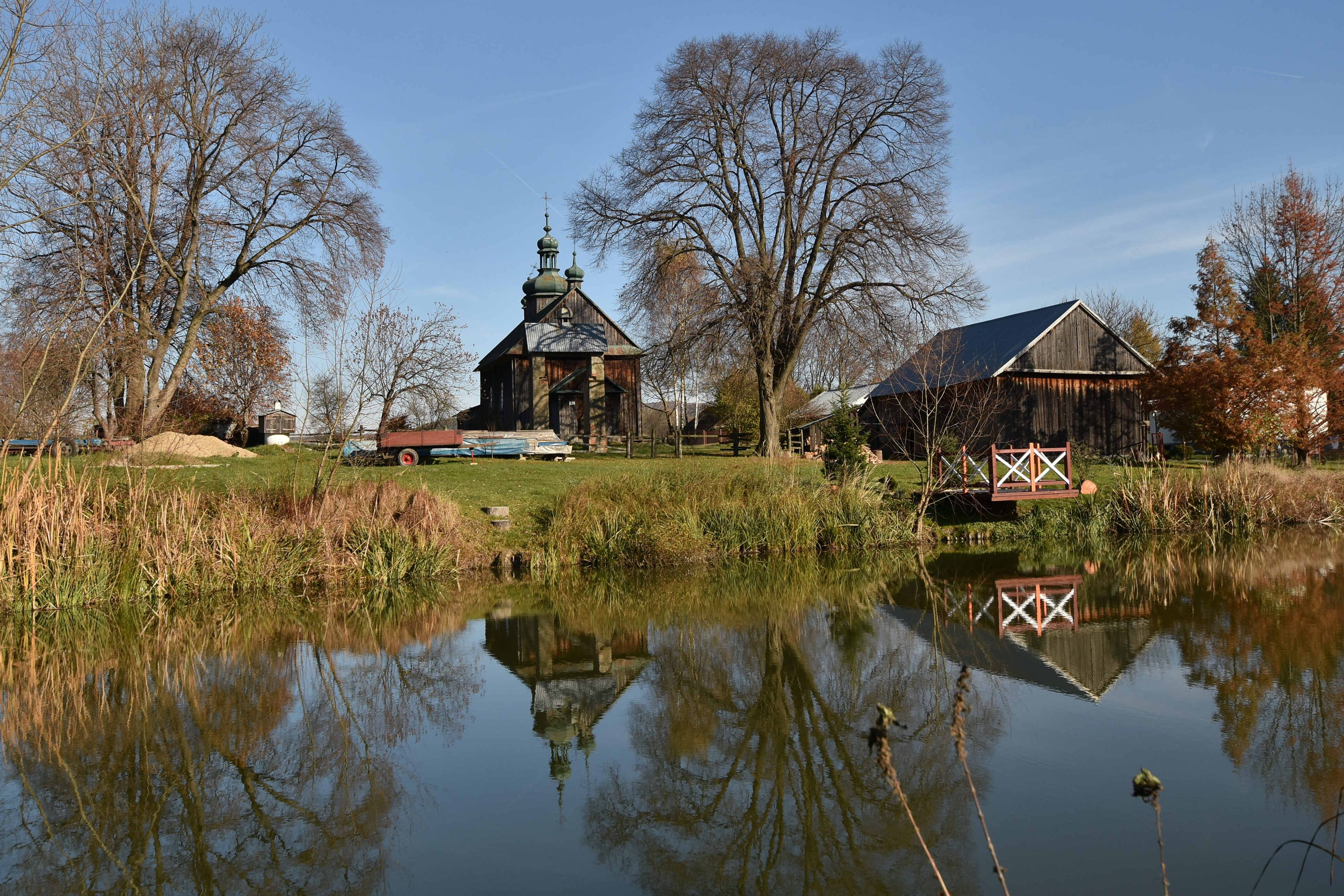
Widok ogólny
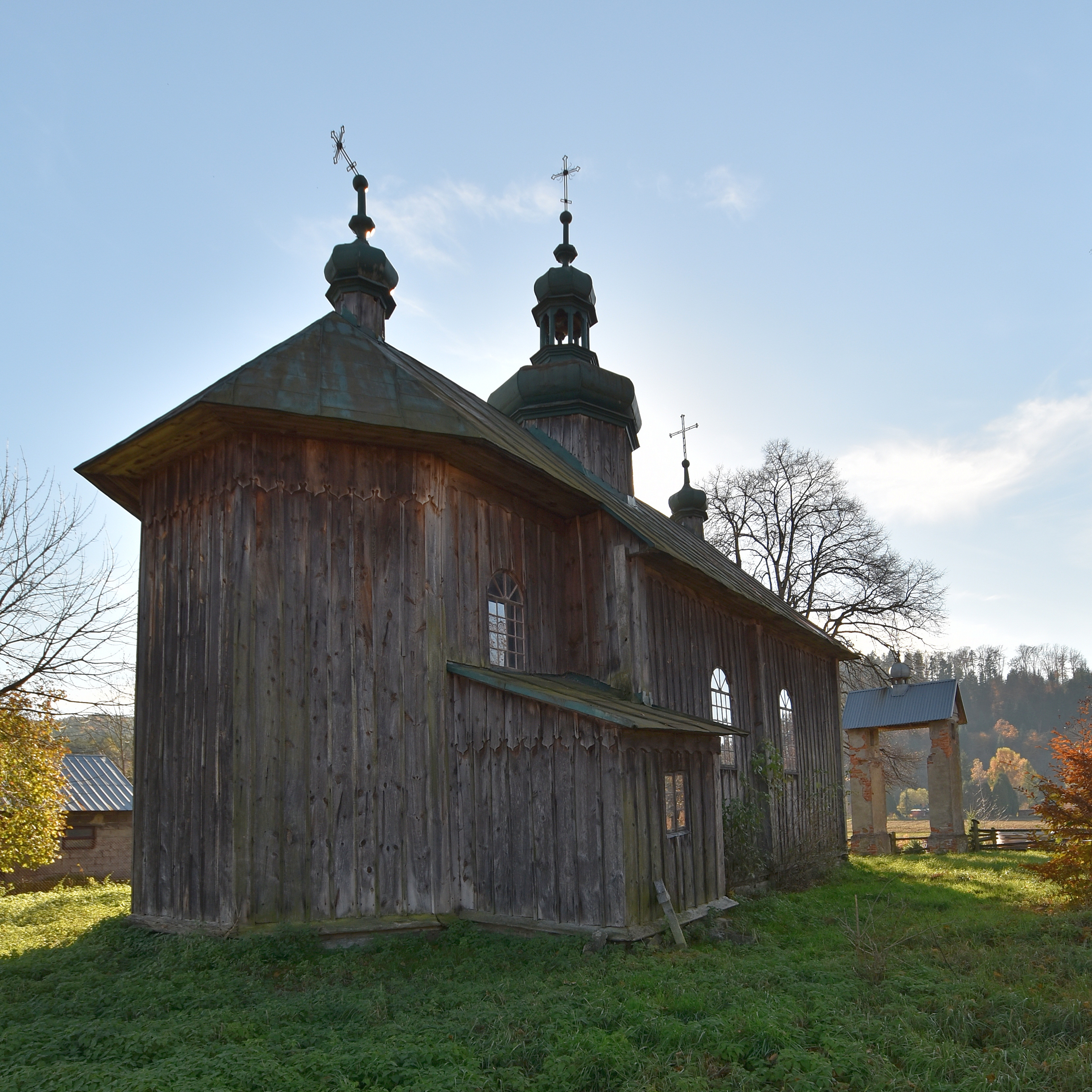
Widok od strony prezbiterium
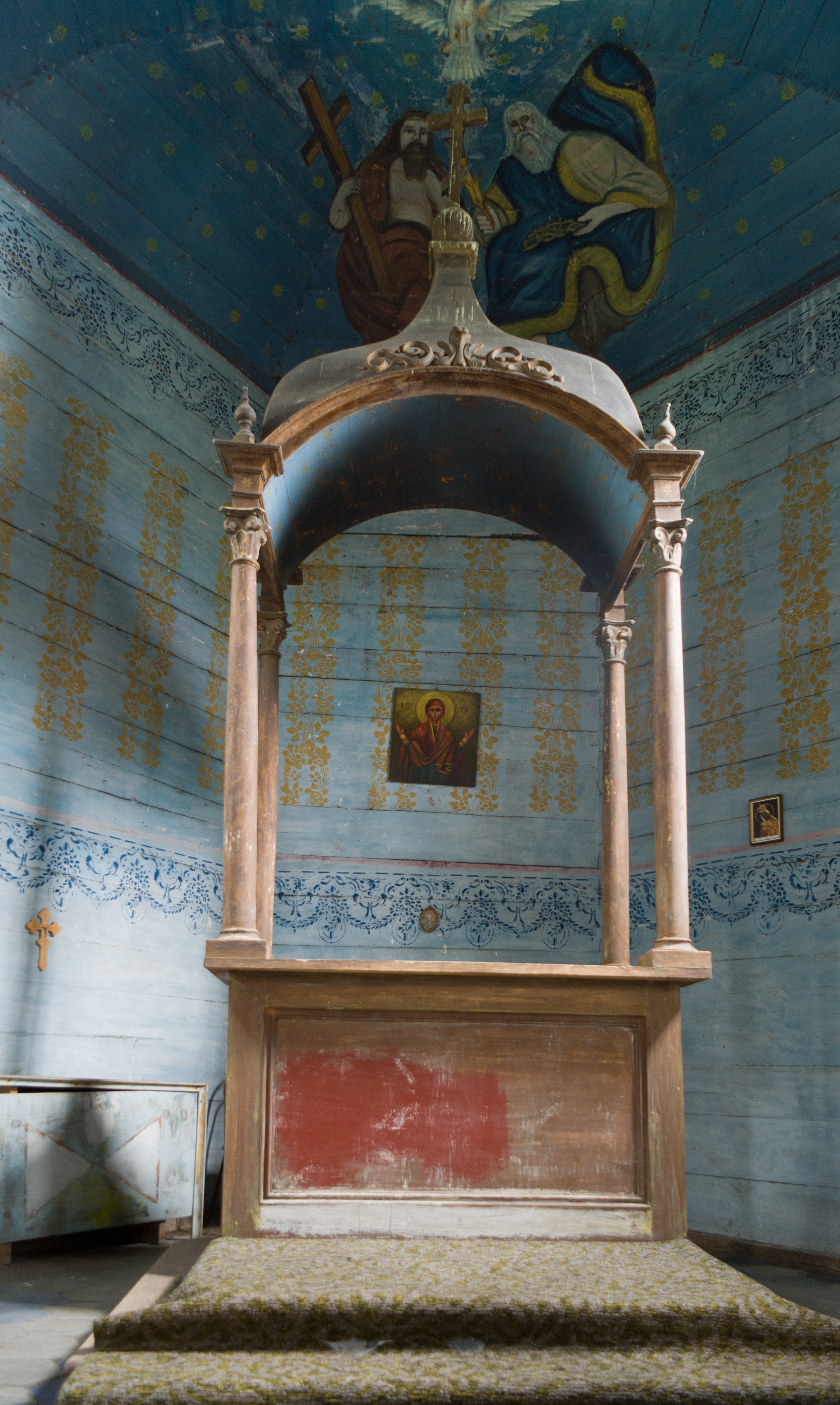
Wnętrze

Wokół placu przycerkiewnego drewniane ogrodzenie. Na zachód, w osi cerkwi, w linii ogrodzenia murowana dzwonnica parawanowa.
Ikonostas i wyposażenie częściowo rozgrabione, w części przewiezione do muzeum w Łańcucie. Sporadycznie odbywają się greckokatolickie msze św., m.in. w dniu patrona, św. Michała.